# Caligo brasiliensis
Caligo brasiliensis är en fjärilsart som beskrevs av Cajetan von Felder 1862. Caligo brasiliensis ingår i släktet Caligo och familjen praktfjärilar. Inga underarter finns listade i Catalogue of Life.